# 布罗多沃耶农村居民点
布罗多沃耶农村居民点（俄语：Бродовское сельское поселение）是俄罗斯联邦沃罗涅日州安纳区所属的一个农村居民点。其下辖有1个居民点，行政中心为布罗多沃耶]。据2016年统计，该农村居民点的人口为1214人。